# Линеен оператор
В математиката, линеен оператор (също линейно изображение или линейна трансформация) е изображение V → W между два модула (например две векторни пространства), което запазва операциите на събиране и скаларно умножение. Ако дадено линейно изображение е биекция, тогава става дума за линеен изоморфизъм.
Важен частен случай е V = W, където линейното изображение се нарича ендоморфизъм на V. Линейният оператор позволява на V и W да се различават, стига да са реални векторни пространства.
Линейният оператор винаги преобразува векторно подпространство върху векторно подпространство (по възможност с по-малко измерения). Например, той преобразува равнина през началото на координатната система към равнина, права линия или точка. Линейните оператори често могат да се представят във вида на матрици.
В контекста на абстрактната алгебра, линейното изображение е модулен хомоморфизъм. В теорията на категориите, това е морфизъм в категорията на модулите върху даден пръстен.

## Определение
При дадени векторни пространства {\textstyle V} и {\textstyle W} върху едно и също поле {\textstyle K}, функцията {\textstyle f:V\to W} е линеен оператор, ако за кои да е два вектора {\textstyle \mathbf {u} ,\mathbf {v} \in V} и кой да е скалар {\textstyle c\in K}, са удовлетворени следните две условия:
| {\displaystyle f(\mathbf {u} +\mathbf {v} )=f(\mathbf {u} )+f(\mathbf {v} )} | адитивност / събиране                        |
| {\displaystyle f(c\mathbf {u} )=cf(\mathbf {u} )}                            | хомогенност от 1 степен / скаларно умножение |

Няма значение дали линейният оператор ще се приложи преди или след операциите на събиране или скаларно умножение, тъй като той запазва тези операции. Чрез асоциативността на операцията за добавяне (+), за всеки вектор {\textstyle \mathbf {u} _{1},\ldots ,\mathbf {u} _{n}\in V} и скалар {\textstyle c_{1},\ldots ,c_{n}\in K,} важи следното равенство:
{\displaystyle f(c_{1}\mathbf {u} _{1}+\cdots +c_{n}\mathbf {u} _{n})=c_{1}f(\mathbf {u} _{1})+\cdots +c_{n}f(\mathbf {u} _{n}).}
Обозначавайки нулевите елементи на векторните пространства {\textstyle V} и {\textstyle W} съответно с {\textstyle \mathbf {0} _{V}} и {\textstyle \mathbf {0} _{W}}, следва, че {\textstyle f(\mathbf {0} _{V})=\mathbf {0} _{W}}. При {\textstyle c=0} и {\textstyle \mathbf {v} \in V} в уравнението за хомогенност от първа степен:
{\displaystyle f(\mathbf {0} _{V})=f(0\mathbf {v} )=0f(\mathbf {v} )=\mathbf {0} _{W}.}
Възможно е {\textstyle V} и {\textstyle W} да са векторни пространства върху различни полета. В такъв случай е нужно да се уточни кое поле се използва при определението за линеен оператор. Ако {\textstyle V} и {\textstyle W} са пространства над едно и също поле {\textstyle K} (както по-горе), тогава става въпрос за {\textstyle K}-линейни изображения. Например, комплексното спрегнато на комплексни числа е {\textstyle \mathbf {R} }-линейно изображение {\textstyle \mathbf {C} \to \mathbf {C} }, но не е {\textstyle \mathbf {C} }-линейно, където символите {\textstyle \mathbf {R} } и {\textstyle \mathbf {C} } обозначават съответните множества на реалните и комплексните числа.
Линейно изображение {\textstyle V\to K}, където {\textstyle K} е едномерно векторно пространство, се нарича линейна форма.